# David Meunier
David Meunier (* 5. Februar 1973 in Woodburn, Oregon als David Miller) ist ein luxemburgisch-US-amerikanischer Schauspieler. Bekanntheit erlangte er vor allem durch die Rolle des Johnny Crowder aus der Serie Justified.

## Leben und Karriere
David Meunier stammt aus dem US-Bundesstaat Oregon. Er hat Wurzeln in Luxemburg, Deutschland und Russland. Zu Highschoolzeiten spielte er Football und nahm, auf Anraten eines Teammitglieds, an einer Schulaufführung des Musicals Guys and Dolls teil. Seine Arbeit an dem Projekt weckte in ihm den Wunsch als Schauspieler zu arbeiten. Nach dem Schulabschluss zog er deshalb nach Kalifornien, wo er an der University of California, Santa Barbara studierte. Hier erwarb er zwei Bachelor-Abschlüsse in Französisch und in Drama. Später lebte er eine Zeit lang in Frankreich, wo er an den Universitäten in Toulouse und Marseille Sprachdiplome erwarb.
1994 trat er mit dem Fernsehfilm Die Abenteuer des jungen Indiana Jones – Intrigen in Hollywood erstmals vor der Kamera auf. Darauf folgten eine Vielzahl von Gastauftritten im US-Fernsehen, darunter in Angel – Jäger der Finsternis, Buffy – Im Bann der Dämonen, Monk, Charmed – Zauberhafte Hexen, The Unit – Eine Frage der Ehre oder Without a Trace – Spurlos verschwunden. 2007 war er, wenn auch ungelistet, als Lt. Greitzer in Pirates of the Caribbean – Am Ende der Welt erstmals in einem Spielfilm zu sehen. Ein Jahr später folgte eine kleine Rolle als Soldat im Film Der unglaubliche Hulk. Von 2007 bis 2008 war er zudem als Russell in der Serie Jericho – Der Anschlag zu sehen.
Ab 2008 folgten Auftritte in In Plain Sight – In der Schusslinie, Saving Grace, Castle, Human Target, Bones – Die Knochenjägerin, Criminal Minds, The Mentalist, Prime Suspect, CSI: Miami, Nikita, The Bridge – America und Burn Notice. Von 2010 bis 2014 spielte er als Johnny Crowder eine bedeutende Nebenrolle in der Serie Justified. 2012 war er als Sgt. William Strausser in Revolution zu sehen. 2014 trat er in der Serie Legends auf und spielte zudem als Slavi eine Nebenrolle im Actionfilm The Equalizer.
Von 2015 bis 2016 spielte er Roy Kovic in der Serie Aquarius und übernahm anschließend die Rolle des Ishmael Gregor in Arrow den er bis 2017 darstellte. Es folgten Auftritte in The Alienist – Die Einkreisung, Navy CIS: L.A., Hawaii Five-0, Lucifer, Mom, S.W.A.T. und The Blacklist.

## Privates
Meunier ist mit der Schauspielerin Faline England verheiratet. Er spricht fließend Französisch.

## Filmografie (Auswahl)
- 1994: Die Abenteuer des jungen Indiana Jones – Intrigen in Hollywood (The Adventures of Young Indiana Jones: Hollywood Follies, Fernsehfilm)
- 2000: Angel – Jäger der Finsternis (Angel, Fernsehserie, Episode 2x04)
- 2001: Buffy – Im Bann der Dämonen (Buffy, Fernsehserie, Episode 6x05)
- 2002: Push, Nevada (Fernsehserie, 2 Episoden)
- 2002, 2008: CSI: Vegas (CSI: Crime Scene Investigation, Fernsehserie, 2 Episoden)
- 2004: Monk (Fernsehserie, Episode 2x16)
- 2005: Audi: The Art of the Heist (Miniserie, 2 Episoden)
- 2006: Charmed – Zauberhafte Hexen (Charmed, Fernsehserie, Episode 8x12)
- 2006: The Unit – Eine Frage der Ehre (The Unit, Fernsehserie, Episode 2x07)
- 2007: Without a Trace – Spurlos verschwunden (Without a Trace, Fernsehserie, Episode 5x13)
- 2007: Pirates of the Caribbean – Am Ende der Welt (Pirates of the Caribbean: At World's End)
- 2007–2008: Jericho – Der Anschlag (Jericho, Fernsehserie, 10 Episoden)
- 2008: Der unglaubliche Hulk (The Incredible Hulk)
- 2008: In Plain Sight – In der Schusslinie (In Plain Sight, Fernsehserie, Episode 1x08)
- 2009: Saving Grace (Fernsehserie, Episode 3x02)
- 2009: Castle (Fernsehserie, Episode 2x01)
- 2010: Human Target (Fernsehserie, Episode 1x01)
- 2010: Leverage (Fernsehserie, Episode 3x09)
- 2010: Bones – Die Knochenjägerin (Bones, Fernsehserie, Episode 6x02)
- 2010: Criminal Minds (Fernsehserie, Episode 6x09)
- 2010–2014: Justified (Fernsehserie, 37 Episoden)
- 2011: The Mentalist (Fernsehserie, Episode 3x17)
- 2011: Prime Suspect (Fernsehserie, Episode 1x02)
- 2011: CSI: Miami (Fernsehserie, Episode 10x09)
- 2012: Nikita (Fernsehserie, Episode 3x03)
- 2012: Revolution (Fernsehserie, 6 Episoden)
- 2013: The Bridge – America (Fernsehserie, Episode 1x04)
- 2013: Burn Notice (Fernsehserie, Episode 7x09)
- 2013–2016: Scandal (Fernsehserie, 2 Episoden)
- 2014: Legends (Fernsehserie, 3 Episoden)
- 2014: The Equalizer
- 2015: Girl on the Edge
- 2015: Heroes Reborn (Miniserie, 2 Episoden)
- 2015–2016: Aquarius (Fernsehserie, 16 Episoden)
- 2016: Damien (Fernsehserie, 9 Episoden)
- 2016–2017: Arrow (Fernsehserie, 7 Episoden)
- 2018: The Alienist – Die Einkreisung (The Alienis, Fernsehserie, Episode 1x08)
- 2018: Navy CIS: L.A. (NCIS Los Angeles, Fernsehserie, Episode 9x19)
- 2018: Hawaii Five-0 (Fernsehserie, Episode 8x25)
- 2018: Lucifer (Fernsehserie, Episode 3x26)
- 2018–2019: Mom (Fernsehserie, 3 Episoden)
- 2019: S.W.A.T. (Fernsehserie, 3 Episoden)
- 2019: The Blacklist (Fernsehserie, 2 Episoden)
- 2020: Bosch (Fernsehserie, Episode 6x06)
- 2020: Helstrom (Fernsehserie, 4 Episoden)
- 2021: Big Sky (Fernsehserie, 6 Episoden)
- 2022: The Rookie (Fernsehserie, Episode 4x22)
- 2023: Navy CIS (NCIS, Fernsehserie, Episode 20x12)
- 2024: Navy CIS: Hawaiʻi (Fernsehserie, 3 Episoden)